# Regne de Kars
El regne de Kars fou format pel Vanand (capital Kars) cedit per Asoci III el Misericordiós al seu germà Musel el 961.
Musel va morir el 984 i el va succeir el seu fill Abas I (984-989) que va eliminar el bandolerisme i va restablir la seguretat davant dels lladres que havien esdevingut una plaga. Va fundar el convent de Shirim. Va regnar fins al 1029.
El 1029 va pujar al tron el fill de l'anterior, Gagik Abas o Abas II de Kars
El 1054 un cap dels seljúcides, Ibrahim Inal, que s'havia barallat amb son cosí el soldà dels seljúcides Toghril Beg I, va fer una incursió a Kars que va ocupar i va matar milers, però no va poder prendre la ciutadella, i com que son cosí s'acostava va evacuar la ciutat que de totes maneres va quedar arruïnada. L'any següent Toghrul Beg va ocupar la ciutat de Berkri i la d'Ardjesh, ciutats poblades per musulmans. D'allí va anar a assetjar Malazgird, possessió romana d'Orient governada per Basili, fill d'Abukab (en grec Apokapis) que era mig armeni i mig georgià. La ciutat fou bombardejada amb pedres, però no va poder ser conquerida.
El 1056 entre altres atacs en va dirigir un a la ciutat de Kars. L'exèrcit reial fou derrotat després d'una certa resistència. L'any següent va tornar a Mantziciert, que va atacar altre cop sense èxit, i es va retirar cap a Pèrsia. Abul Uswar de Dvin, que el 1055 s'havia sotmès a Toghrul, va dirigir una expedició a la ciutat romana d'Orient d'Aní però va deixar en pau Kars. Els romans d'Orient van enviar un exèrcit sota el comandament de l'eunuc Nicèfor, que va derrotar l'emir i va arribar fins a Gandja. Abul Uswar va reconèixer la sobirania romana d'Orient i va donar al seu nebot com a ostatge.
El 1057-1058 la guerra civil es va desenvolupar a Bizanci i Ivan Liparit, el més important eristhavi georgià va aprofitar per engrandir els seus territoris. Ja li havien cedit Erez a l'Astianene (Hashteanq) i ara va agafar Olnut entre la Corduena i l'Arsharuniq, i després Khabtzitzin a la riba de l'Araxes. Llavors va marxar contra Karin que va voler ocupar fent-se passar per enviat de l'emperador, però les portes se li van tancar i la va assetjar. Katakalon Kekaumenos d'Aní va marxar cap a Karin i Ivan Lipartit es va retirar.
No gaire després bandes turques van tornar la regió i van saquejar el tema de Càldia (la regió de Trebisonda). La rodalia de Kars i d'Aní van patir l'envestida. Poc després va seguir una segona ràtzia que va afectar principalment a Mananali (regió de Bizand al sud de Derdjan) que va saquejar Ekeleatz (Ekeleats), Blour (prop d'Erzurum) i Harav (a la riba de l'Eufrates); i encara una tercera ràtzia abans de final de 1057 que va saquejar Melitene, fins que el 1058 van passar a la Khorzanene (Khordzenq). Cal destacar la victòria parcial que aquí, a Glakavanq, va obtenir Tornici Mamiconi, fill de Musel Mamiconi, un dels nakharark del Taron sota sobirania romana d'Orient.
El 1063 Alp Arslan I va succeir al seu oncle Toghrul Beg i el 1064 va dirigir una expedició a la zona del Caucas. Va sortir de Marand, va creuar l'Araxes prop de Nakhichevan i es va dirigir a Geòrgia, creuant el Gugarq armeni. A la tornada es va casar amb una princesa bagràtida de la branca de reis korikain de Lorí o de Taixir, filla de Ciríac I (conegut també com a Gurguèn II 1048-1089) i neta de David Anholin, el que va permetre fer la pau amb els turcs. Fou en aquest moment que els reis de Lorí van cedir Samshwilde a Geòrgia.
A continuació Alp Arslan va assetjar Aní que ara estava sota el govern de dos caps mercenaris Bagrat pare de Simbaci i Gregori fill de Pakurian, un armeni i un georgià. El segon era el personatge conegut com a Gregori Pacurià, d'una família georgiana al servei de Bizanci, autor d'un típicon (escrit el 1083), que abans havia ja governat Kars. Després d'un llarg setge Aní fou ocupada el 6 de juny de 1064. La ciutat fou donada en feu a Fadlun ben Abul Uswar, fill de l'emir de Dvin i Gandja.
Només sortir Alp Arslan el rei va fer cessió del regne a Bizanci a canvi del mantenir el títol reial en un domini de Capadòcia, que en aquest cas fou Tzamandos (armeni Tzamendav) amb les viles d'Amasia i Comana. El nou patriarca Bahram Pahlavuni (que va prendre el nom de Grigor II Vekaiase "amic dels màrtirs"), fill de Gregori Magistros, ja fou elegit a Tzamandos el 1065 quan els romans d'Orient ho van permetre a instàncies de la princesa Maria, filla del rei Gagik Abas. Quant a Kars, només instal·lats els romans d'Orient, al cap de tres mesos (vers la fi del 1064) ja fou ocupada pels seljúcides.
El patriarca Grigor es va retirar el 1069 i fou elegit Georg de Lorí (Georg II) el mateix any. Grigor II va retornar per fer-lo renunciar el 1072 i ell mateix va recuperar el patriarcat. Aviat els romans d'Orient (Philaretos Brachamaios) va fer elegir un antipatriarca de nom Sargis de Honi (1076) al que van seguir Teodor Alakhosik (1077-1090). Grigor va viatjar a Aní, amb permís dels selèucides i va consagrar bisbe al seu nebot Barsel Pahlavuni que després el va succeir com a patriarca (1105-1113).
El rei Gagik Abas fou assassinat a Tzamandos pels romans d'Orient el 1080 (o 1081) i el regne reincorporat a l'Imperi.